# Styx (musikgrupp)
Styx är ett amerikanskt rockband, bildat 1970. Till deras mest kända låtar hör "Lady", "Come Sail Away", "Renegade", "Babe", "Too Much Time on My Hands", "Mr. Roboto" och "Show Me the Way".

## Historia
Bröderna Chuck Panozzo (basgitarr) och John Panozzo (trummor) formade tillsammans med Dennis DeYoung (keyboard, sång) redan på 1960-talet kärnan av vad som skulle vara bandet i tre decennier. I början hette bandet The Tradewinds eller TW4. När sedan James "J.Y" Young (gitarr, sång) och John Curulewski (gitarr) gick med i bandet och de skrev kontrakt med Wooden Nickel Records så antog de namnet Styx. Gitarristen och sångaren Tommy Shaw ersatte Curulewski 1975. Bandet åtnjöt stora framgångar på 1970-talet med hits som "Lady" (1975), "Come Sail Away" (1977) och "Babe" (1979). Efter framgången med konceptalbumet Kilroy Was Here 1983 splittrades bandet efter den efterföljande turnén, dokumenterad på livealbumet Caught in the Act. Under resterande delen av 1980-talet släppte medlemmarna soloskivor och turnerade på egen hand.

## Återförening 1990
1990 återförenades bandet, dock utan Shaw som hade bildat supergruppen Damn Yankees tillsammans med bland andra gitarristen Ted Nugent. Shaws ersättare blev sångaren och gitarristen Glen Burtnik som haft viss framgång som soloartist med låten "Follow You" (1987). Denna uppsättning av bandet släppte Edge of the Century 1990 och fick en stor hit med balladen "Show Me the Way" som också blev något av en signaturmelodi för de amerikanska soldaterna i Kuwaitkriget.

## Återförening 1995
Styx gjorde därefter återigen ett uppehåll men återkom 1995 i sin klassiska sättning minus trummisen John Panozzo som led av försämrad hälsa till följd av sitt alkoholmissbruk, han avled kort därefter av sjukdomen. Han ersattes då av Todd Sucherman på bandets turné. Denna sättning släppte sedermera albumet Brave New World 1999 som fick ett svalt mottagande. Dennis DeYoung ådrog sig kring denna tidsperiod ett kroniskt trötthetssyndrom vilket gjorde att han blev överkänslig för ljud och ljus vilket gjorde framträdanden nära nog omöjliga. På grund av detta bad han att bandet skulle avvakta med turné så att han gavs möjlighet till återhämtning. Detta skapade interna slitningar i gruppen mellan å ena sidan Tommy Shaw och James Young och andra sidan Dennis DeYoung vilket gjorde att den sistnämnde sparkades ur bandet samma år. Han ersattes med den kanadensiske sångaren och multiinstrumentalisten Lawrence Gowan.
Chuck Panozzo gick officiellt ut med att han var homosexuell 2001 och avslöjade då även att han var sjuk i HIV/Aids. Hans sviktande hälsa gjorde att han inte längre kunde delta lika aktivt i bandet. Till en början gick Glen Burtnick åter med i bandet som ersättare för Panozzo men hoppade sedan av för att satsa på sin solokarriär. Permanent basist blev då Ricky Phillips (The Babys, Bad English). Denna sättning har sedan varit intakt och har turnerat världen över samt släppt en skiva med covers, betitlad Big Bang Theory.
Styx spelade på Sweden Rock Festival 2005, 2011 och 2019.

## Medlemmar
Nuvarande medlemmar
- James "J.Y." Young – sång, gitarr, keyboard (1970–)
- Tommy Shaw – sång, gitarr, mandolin, autoharp, talkbox (1975–1983, 1995–)
- Lawrence Gowan – sång, keyboard, gitarr (1999–)
- Todd Sucherman – trummor, percussion, sång (1995–)
- Ricky Phillips – basgitarr, sång (2003–)
- Chuck Panozzo – basgitarr, sång (1970–; är numera deltidsmedlem och uppträder endast sporadiskt med bandet)

Tidigare medlemmar
- Dennis DeYoung – sång, keyboard (1970–1999)
- John Panozzo – trummor, percussion (1970–1996; död 1996)
- Glen Burtnik – sång, gitarr (1990–1991, 1999–2003), basgitarr (1999–2003)
- John Curulewski – gitarr, bakgrundssång, keyboard (1972–1975; död 1988)

## Diskografi

### Studioalbum
- 1972 – Styx I
- 1973 – Styx II
- 1973 – The Serpent is Rising
- 1974 – Man of Miracles
- 1975 – Equinox
- 1976 – Crystal Ball
- 1977 – The Grand Illusion
- 1978 – Pieces of Eight
- 1979 – Cornerstone
- 1981 – Paradise Theatre
- 1983 – Kilroy Was Here
- 1990 – Edge of the Century
- 1999 – Brave New World
- 2003 – Cyclorama
- 2005 – Big Bang Theory
- 2017 – The Mission
- 2021 – Crash of the Crown
- 2025 – Circling from Above

### Livealbum
- 1984 – Caught in the Act
- 1997 – Return to Paradise
- 2000 – Arch Allies: Live at Riverport (med REO Speedwagon)
- 2001 – Styx World: Live 2001
- 2001 – Yesterday & Today
- 2002 – At the River's Edge: Live in St. Louis
- 2003 – 21st Century Live
- 2011 – DVD The Grand illusion / Pieces of eight

### Samlingsalbum
- 1995 – Styx Greatest Hits
- 1996 – Styx Greatest Hits Part 2
- 2000 – Extended Versions
- 2002 – 20th Century Masters
- 2004 – Come Sail Away - The Styx Anthology
- 2005 – The Complete Wooden Nickel Recordings

### Singlar
- 1972 – "The Best Thing" (#82 US)
- 1975 – "Lady" (#6 US)
- 1975 – "You Need Love" (#88 US)
- 1976 – "Lorelei" (#27 US)
- 1976 – "Mademoiselle" (#36 US)
- 1978 – "Come Sail Away" (#8 US)
- 1978 – "Fooling Yourself (The Angry Young Man)" (#29 US)
- 1978 – "Blue Collar Man (Long Nights)" (#21 US)
- 1979 – "Renegade" (#16 US)
- 1979 – "Sing for the Day" (#41 US)
- 1979 – "Babe" (#1 US; #6 UK)
- 1980 – "Why Me" (#26 US)
- 1980 – "Borrowed Time" (#64 US)
- 1981 – "The Best of Times" (#3 US)
- 1981 – "Too Much Time on My Hands" (#9 US)
- 1981 – "Nothing Ever Goes as Planned" (#54 US)
- 1983 – "Mr. Roboto" (#3 US)
- 1983 – "Don't Let It End" (#6 US)
- 1984 – "High Time" (#48 US)
- 1984 – "Music Time" (#40 US)
- 1990 – "Love Is the Ritual" (#80 US)
- 1990 – "Show Me the Way" (#3 US)
- 1991 – "Love at First Sight" (#25 US)